# 豪薩人
豪薩人是西非萨赫勒地区的1个民族，主要聚居于尼日利亚北部、尼日尔东南部，苏丹、喀麦隆、加纳、科特迪瓦、乍得也有大量该族人口，其余族人则散居于西非、传统上从撒哈拉沙漠、萨赫勒地区通往朝觐的路线附近。许多豪薩人已迁居邻近的西非主要沿海城市如拉各斯、阿克拉、库马西、科托努，有些则选择前往利比亚等国家寻找工作。但大部分族人仍居住于小型村落，以耕种、畜牧维生。他们使用属于乍得语族豪萨语，一般信仰伊斯兰教。

## 外部链接

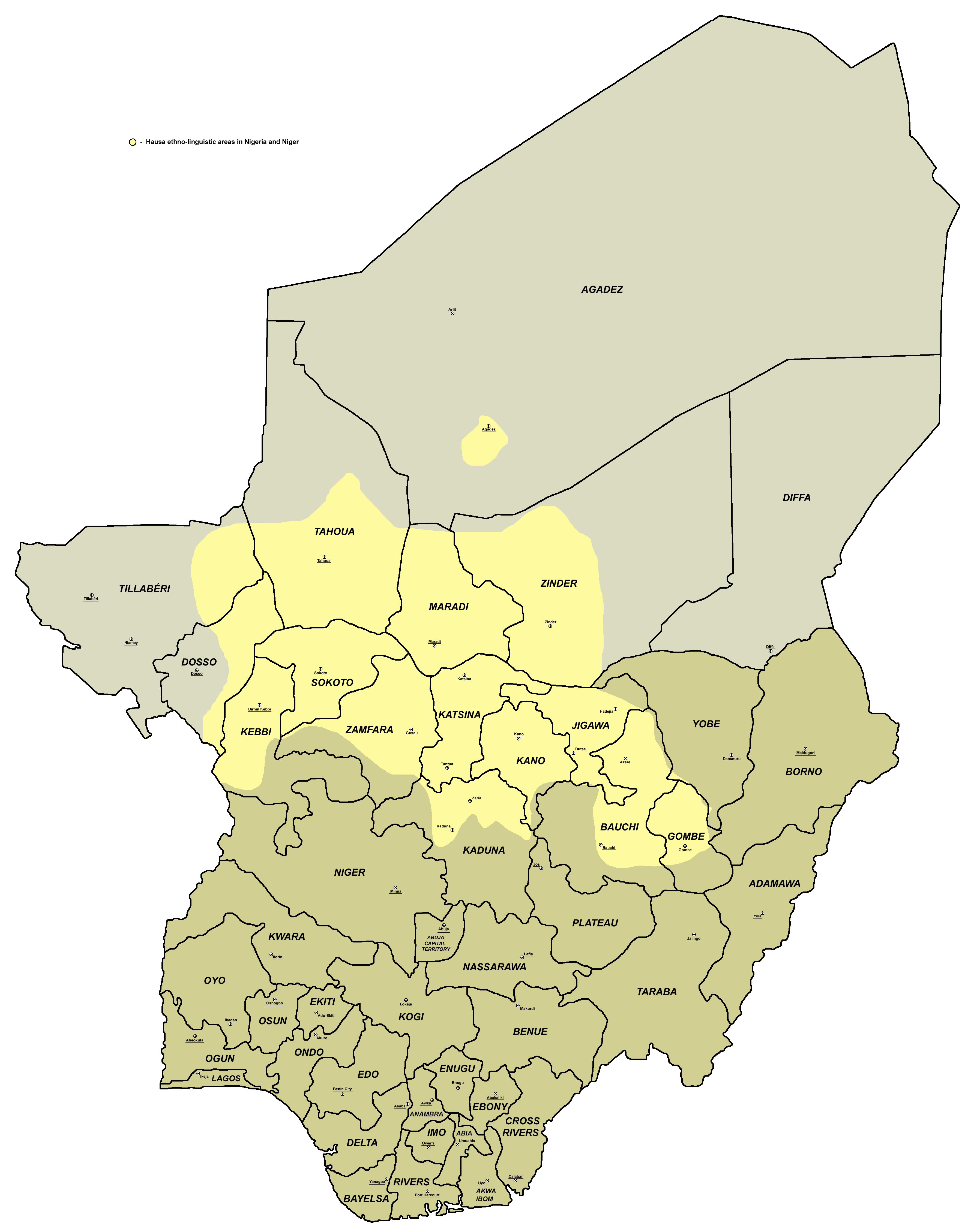